# 올림픽 에스와티니 선수단
에스와티니는 1972년 스와질란드로 올림픽에 처음 참가했다. 다음 두 경기에 결장했지만 1984년 로스앤젤레스 올림픽을 위해 복귀했고 그 이후로 모든 경기에 출전했다. 1992년 동계 올림픽에 처음이자 유일한 모습을 보였다. 모든 대회에서 아직 메달을 획득하지 못했다.
에스와티니는 1972년부터 에스와티니 올림픽 코먼웰스 게임 협회(구 스와질란드 올림픽 및 영연방 게임 협회)가 대표해 왔다.

## 대회별 메달 집계

### 하계 올림픽 메달 집계
| 경기                  | 선수          | 금 | 은 | 동 | 합계 | 순위 |
| 1972년 뮌헨           | 2             | 0  | 0  | 0  | 0    | -    |
| 1976년 몬트리올       | 불참          |    |    |    |      |      |
| 1980년 모스크바       | 불참          |    |    |    |      |      |
| 1984년 로스앤젤레스   | 8             | 0  | 0  | 0  | 0    | -    |
| 1988년 서울           | 11            | 0  | 0  | 0  | 0    | -    |
| 1992년 바르셀로나     | 6             | 0  | 0  | 0  | 0    | -    |
| 1996년 애틀랜타       | 6             | 0  | 0  | 0  | 0    | -    |
| 2000년 시드니         | 6             | 0  | 0  | 0  | 0    | -    |
| 2004년 아테네         | 3             | 0  | 0  | 0  | 0    | -    |
| 2008년 베이징         | 4             | 0  | 0  | 0  | 0    | -    |
| 2012년 런던           | 3             | 0  | 0  | 0  | 0    | -    |
| 2016년 리우데자네이루 | 2             | 0  | 0  | 0  | 0    | -    |
| 2020년 도쿄           | 4             | 0  | 0  | 0  | 0    | -    |
| 2024년 파리           | 미래의 이벤트 |    |    |    |      |      |
| 2028년 로스앤젤레스   | 미래의 이벤트 |    |    |    |      |      |
| 2032년 브리즈번       | 미래의 이벤트 |    |    |    |      |      |
| 합계                  | 합계          | 0  | 0  | 0  | 0    | -    |

### 동계 올림픽 메달 집계
| 경기                         | 선수          | 금            | 은            | 동            | 합계          | 순위          |
| 1992년 알베르빌              | 1             | 0             | 0             | 0             | 0             | -             |
| 1994년 릴레함메르            | 불참          |               |               |               |               |               |
| 1998년 나가노                | 불참          |               |               |               |               |               |
| 2002년 솔트레이크시티        | 불참          |               |               |               |               |               |
| 2006년 토리노                | 불참          |               |               |               |               |               |
| 2010년 밴쿠버                | 불참          |               |               |               |               |               |
| 2014년 소치                  | 불참          |               |               |               |               |               |
| 2018년 평창                  | 불참          |               |               |               |               |               |
| 2022년 베이징                | 불참          |               |               |               |               |               |
| 2026년 밀라노-코르티나담페초 | 미래의 이벤트 | 미래의 이벤트 | 미래의 이벤트 | 미래의 이벤트 | 미래의 이벤트 | 미래의 이벤트 |
| 합계                         | 합계          | 0             | 0             | 0             | 0             | -             |

## 같이 보기
- 하계 올림픽 참가국 목록
- 동계 올림픽 참가국 목록